# Cycling Golden Jersey
Le Cycling Golden Jersey est une course cycliste par étapes organisée au Qatar. Sa seule édition a lieu en 2008. Elle fait partie de l'UCI Asia Tour en catégorie 2.2.

## Palmarès
| Année | Vainqueur     | Second       | Troisième      |
| ----- | ------------- | ------------ | -------------- |
| 2008  | Alexey Lyalko | Sergey Kuzin | Nikolay Ivanov |